# Jimmy Walker (Tischtennisspieler)
Jimmy Walker (* um 1954) ist ein ehemaliger englischer Tischtennis-Nationalspieler aus den 1970er Jahren. Er nahm an zwei Weltmeisterschaften teil und gewann mehrere Medaillen bei den Commonwealth-Meisterschaften.

## Werdegang
Bei den Nationalen Englischen Meisterschaften siegte Jimmy Walker 1978/79 im Doppel mit Desmond Douglas. Er wurde für zwei Weltmeisterschaften nominiert, nämlich 1975 und 1977, gewann dabei aber keine Medaillen. Erfolge verzeichnete er bei den Commonwealth-Meisterschaften, wo er 1975 mit der englischen Mannschaft Erster wurde. 1979 holte er Silber im Einzel und Doppel (mit Colin Wilson) sowie Gold im Mixed mit Linda Howard.
1977 wechselte Jimmy Walker vom englischen Verein Ormesby Churlane nach Deutschland zum Bundesligisten TTC Grünweiß Bad Hamm, den er am Ende der Saison 1977/78 wieder verließ. 1979/80 spielte er für den Bundesligaverein SSV Reutlingen 05. 1980/81 wurde er mit dem Verein 1. TTC Köln (früher TTC FmJ Köln) Meister der Regionalliga Süd.

## Privat
Jimmy Walker ist von Beruf Sportartikel-Kaufmann. Im Oktober 1979 heiratete er die irische Tischtennis-Nationalspielerin Karen Senior, die damals beim 1. TTC Köln spielte.

## Turnierergebnisse
| Verband | Veranstaltung            | Jahr | Ort        | Land | Einzel    | Doppel    | Mixed        | Team |
| ------- | ------------------------ | ---- | ---------- | ---- | --------- | --------- | ------------ | ---- |
| ENG     | Commonwealth Meistersch. | 1979 | Edinburgh  | SCO  | Silber    | Silber    | Gold         |      |
| ENG     | Commonwealth Meistersch. | 1975 | Melbourne  | AUS  |           |           |              | 1    |
| ENG     | Weltmeisterschaft        | 1977 | Birmingham | ENG  | letzte 64 | letzte 32 | keine Teiln. | 10   |
| ENG     | Weltmeisterschaft        | 1975 | Calcutta   | IND  | letzte 64 | letzte 64 | Qual         | 12   |